# Monnea
Monnea is een geslacht van kevers uit de familie van de loopkevers (Carabidae). De wetenschappelijke naam van het geslacht is voor het eerst geldig gepubliceerd in 1970 door Mateu.

## Soorten
Het geslacht Monnea is monotypisch en omvat slechts de volgende soort:
- Monnea decora (Steinheil, 1869)